# Ascocalathium
Ascocalathium is een monotypisch geslacht van schimmels dat behoort tot de familie Pyronemataceae. De typesoort is Ascocalathium stipitatum, hetgeen ook de enige soort is.